# Nadja Bergknecht
Nadja Bergknecht (* im 20. Jahrhundert) ist eine ehemalige deutsche Schwimmerin. Sie erhielt zwei Goldmedaillen bei Weltmeisterschaften.

## Sportliche Karriere
Bei den DDR-Hallenmeisterschaften 1983 belegte Nadja Bergknecht vom SC Chemie Halle über 200 Meter Freistil den dritten Platz hinter Kristin Otto und Astrid Strauss. 1984 wurde sie Zweite hinter Strauss und 1985 Dritte hinter Strauss und Regina Dittmann. Bei den DDR-Meisterschaften auf der 50-Meter-Bahn belegte Bergknecht 1986 und 1987 mit der 4-mal-200-Meter-Freistilstaffel des SC Chemie Halle, in der neben Bergknecht auch Dagmar Hase schwamm, jeweils den zweiten Platz hinter der Staffel des SC Dynamo Berlin.
1984 gewann Bergknecht den Titel über 100 Meter Freistil bei den Junioreneuropameisterschaften. Zwei Jahre später bei den Weltmeisterschaften 1986 in Madrid war Bergknecht im Vorlauf und im Endlauf der 4-mal-200-Meter-Freistilstaffel dabei. Im Endlauf schwammen Manuela Stellmach, Astrid Strauss, Nadja Bergknecht und Heike Friedrich als erste Staffel unter acht Minuten und stellten in 7:59,33 Minuten einen neuen Weltrekord auf. Sie gewannen den Titel mit fast drei Sekunden Vorsprung vor dem Quartett aus den Vereinigten Staaten. Zwei Tage nach dem Finale wurde Bergknecht auch im Vorlauf der 4-mal-100-Meter-Freistilstaffel eingesetzt. Im Finale siegten Kristin Otto, Manuela Stellmach, Sabina Schulze und Heike Friedrich. Nach der seit 1984 gültigen Regel erhielten auch Schwimmerinnen, die nur im Vorlauf eingesetzt wurden, eine Medaille.